# Toay
Toay est une ville du nord-est de la province de La Pampa, en Argentine, et le chef-lieu du département de Toay.
Elle se trouve à 10 km de Santa Rosa, capitale de la province, avec laquelle elle forme le Grand Santa Rosa.

## Histoire
Le toponyme Toay est d'étymologie indigène et faisait initialement allusion à toute la région du nord-est de la province de La Pampa.
Toay fut fondée par Juan Guillermo Brown, le 9 juillet 1894. La ville devait être la capitale de la province de La Pampa, lorsque Tomás Mason créa, à peine 10 km au nord-est, la ville de Santa Rosa (qui fut appelée initialement Santa Rosa de Toay). Dès lors les deux villes entrèrent en compétition pour l'élection de la capitale. Le meilleur choix semblait être Toay, mais l'eau semblait de meilleure qualité à Santa Rosa. Pour cette raison, fort secondaire, Toay ne devint pas capitale de la province, et actuellement fait partie du Grand Santa Rosa, totalement absorbée par la capitale actuelle.

## Population
La localité comptait 8 847 habitants en 2001, ce qui correspond à une hausse de 41,3 % par rapport à 1991.

## Personnalités nées à Toay
- Olga Orozco, poète célèbre d'Argentine